# Мордовин, Пётр Александрович

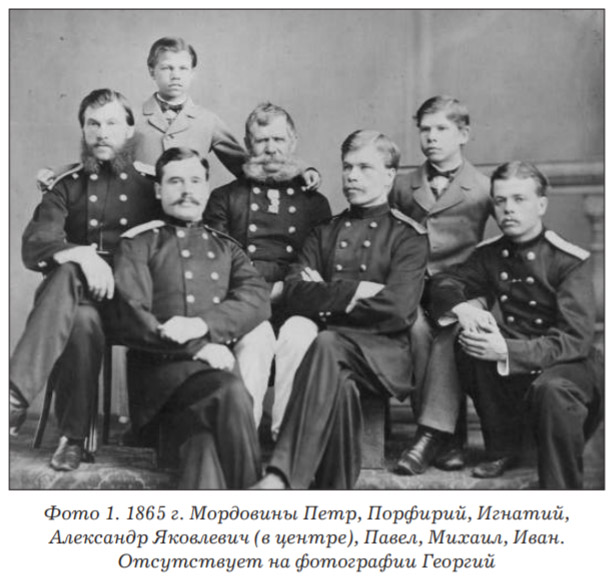
Военная династия Мордовиных

Пётр Александрович Мордовин (1835—1888) — русский морской офицер, подполковник корпуса штурманов, гидрограф и писатель
.

## Биография
Родился в 1835 году в семье морского офицера Александра Яковлевича Мордовина. В семье было семеро сыновей: Петр, Иван, Павел, Игнатий, Михаил, Порфирий и Георгий, многие из которых также стали военными. Пётр родился в первом браке Александра Яковлевича, остальные его братья родились во втором браке отца за Третьяковой Екатериной Ивановной. В этом же браке родились сёстры Ираида и Лукия.
П. А. Мордовин служил на Российском императорском флоте. Воспитывался вступил в службу кадетом вступил в 1-м Штурманском полуэкипаже (впоследствии — Техническое училище Морского ведомства). Был поручиком корпуса флотских штурманов, помощником капитана, работал в Управлении Архангельского порта. Затем штабс-капитан корпуса флотских штурманов, заведующий гидрографической частью Управления Архангельского порта. Позже — капитан корпуса корпуса штурманов. С 1886 года являлся директором Дирекции маяков и лоции Белого моря. Был уволен с военной службы с мундиром и пенсией 15 декабря 1886 года в связи с упразднением Корпуса флотских штурманов. В числе наград Петра Александровича: ордена Св. Станислава 3-й степени и Св. Анны 3-й степени, бронзовая медаль в память войны 1853—1856 гг.
Был женат на Елизавете Викторовне Лопухиной (в 1876 году внесена в VI часть Дворянской родословной книги Орловской губернии). Их сын — Александр Петрович Мордовин, также ставший подполковником, родился в 1861 году.
Также Пётр Александрович был писателем, в числе его работ:
- «Каталог морского отдела московской политехнической выставки» (Москва, 1872),
- «Метеорологические наблюдения, производившиеся во время кругосветного плавания шлюпок: „Камчатка“, „Открытие“ и „Благонамеренный“ (1817—1822), с кратким обзором их плавания и картой пути» (СПб., 1873—1875),
- «Английский броненосный флот» (1878),
- «Английский неброненосный флот» (1881),
- «Новейшие английские броненосцы» (1884),
- «Французский неброненосный флот» (1884),
- «По поводу сравнения боевых сил английского и французского флотов. Часть I. Сравнение неброненосных флотов».

Умер в Архангельске 9 июня 1888 года.
В РГАВМФ имеются документы, относящиеся к П. А. Мордовину (ф. 417 оп.5  Д.1559. Л. 10 об., Д.1560 2-3 об.).